# Mr. Natural
Mr. Natural (рус. Мистер Натуральный) — двенадцатый студийный альбом британской группы Bee Gees, вышедший в июле 1974 года. Музыканты продолжили сотрудничество с лейблом RSO Records, однако продюсером на сей раз выступил Ариф Мардин, который в будущем приведёт коллектив к невероятному успеху с пластинкой Main Course.
Трек-лист Mr. Natural не содержал громких хитов, но песни при этом демонстрируют собой эволюцию Bee Gees от примитивных поп-баллад к чему-то большему. Чувствуется значительное влияние филадельфийского соула, особенно в композиции под названием «Throw a Penny». Наиболее известными песнями с альбома являются «Mr. Natural» и «Charade», которые ранее были изданы в виде отдельных синглов. При внимательном прослушивании на бэк-вокале композиции «Dogs» можно заметить фальцет Барри Гибба, который позже сделает его знаменитым.
Решение начать работу с Мардином было принято с подачи лейбла RSO, искавшего возможности преодолеть неудачи предыдущей пластинки Life in a Tin Can. Мардин заставил группу сфокусироваться на танцевальной сцене, братьям пришлось переиначить лирику и аранжировки под более ритмичный стиль. Звонкая госпельная песня «Give a Hand, Take a Hand» была написана ещё в 1969 году, в то время, когда Робин уходил из группы ради сольной карьеры. Ранее, в 1971 году кавер-версию этой композиции записали The Staple Singers для своего альбома The Staple Swingers.

## Список композиций
| №  | Название                   | Автор(ы)                            | Основной вокал     | Длительность |
| -- | -------------------------- | ----------------------------------- | ------------------ | ------------ |
| 1. | «Charade»                  | Барри и Робин Гибб                  | Барри и Робин Гибб | 4:11         |
| 2. | «Throw a Penny»            | Барри и Робин Гибб                  | Барри и Робин Гибб | 4:50         |
| 3. | «Down the Road»            | Барри и Робин Гибб                  | Барри Гибб         | 4:20         |
| 4. | «Voices»                   | Барри Гибб, Робин Гибб и Морис Гибб | Барри и Робин Гибб | 4:48         |
| 5. | «Give a Hand, Take a Hand» | Барри и Морис Гибб                  | Барри Гибб         | 4:40         |

| №                   | Название                       | Автор(ы)                            | Основной вокал      | Длительность |
| ------------------- | ------------------------------ | ----------------------------------- | ------------------- | ------------ |
| 1.                  | «Dogs»                         | Барри и Робин Гибб                  | Барри Гибб          | 3:30         |
| 2.                  | «Mr. Natural»                  | Барри и Робин Гибб                  | Барри и Робин Гибб  | 3:46         |
| 3.                  | «Lost in Your Love»            | Барри Гибб                          | Барри Гибб          | 4:34         |
| 4.                  | «I Can’t Let You Go»           | Барри Гибб, Робин Гибб и Морис Гибб | Барри Гибб          | 3:43         |
| 5.                  | «Heavy Breathing»              | Барри и Робин Гибб                  | Барри и Робин Гибб  | 3:23         |
| 6.                  | «Had a Lot of Love Last Night» | Барри Гибб, Робин Гибб и Морис Гибб | Барри Гибб          | 4:07         |
| Общая длительность: | Общая длительность:            | Общая длительность:                 | Общая длительность: | 45:52        |

## Участники записи
Приведены по сведениям базы данных Discogs.
Bee Gees:
- Барри Гибб — ведущий, гармонический[англ.] и бэк-вокалы, ритм-гитара
- Робин Гибб — ведущий, гармонический и бэк-вокалы
- Морис Гибб — гармонический и бэк-вокал, бас-гитара, меллотрон и орган Хаммонда

| Приглашённые музыканты: - Алан Кендалл — соло-гитара - Деннис Брайон — ударные - Джефф Уэстли — фортепиано, клавишные - Бен Лоу — безладовая бас-гитара (в песне «Had a Lot of Love Last Night») - Фил Боднер — кларнет (в песне «Charade») - Ариф Мардин — оркестровая аранжировка | Технический персонал: - Ариф Мардин — музыкальный продюсер - Дэймон Лайон-Шоу — звукорежиссёр - Энди Найт — звукоинженер - Алан Лукас — звукоинженер - Джин Пол — звукоинженер сведе́ния - Боб Дефрин — арт-директор - Джордж Пирос — нарезка лакового слоя - Фрэнк Москати — фотограф |

## Позиции в хит-парадах
Еженедельные чарты:
| Хит-парад (1974)               | Высшая позиция | Пребывание в чарте |
| ------------------------------ | -------------- | ------------------ |
| Австралия (Kent Music Report)  | 20             | нет данных         |
| США (Billboard Top LPs & Tape) | 178            | 5 недель           |